# Mathieu Lemoine
Mathieu Lemoine (17 aprile 1984) è un cavaliere francese.

## Palmarès
- Giochi olimpici

Rio de Janeiro 2016: oro nel concorso completo a squadre.
- Europei

Blair Castle 2015: bronzo nel concorso completo a squadre.